# قتل طائر بريء (فلم)
قتل طائر بريء (بالإنجليزية: To Kill a Mockingbird) هو فيلم دراما تم إنتاجه في الولايات المتحدة وصدر في سنة 1962.

## القصة
الفيلم يرويه جان لويز «سكاوت» فينش. تعيش سكوت الصغيرة وشقيقها الأكبر في سن المراهقة جيم في بلدة مايكومب الخيالية ألاباما، خلال أوائل الثلاثينيات. على الرغم من موارد الأسرة المتواضعة، يتمتع الأطفال بطفولة سعيدة، تحت رعاية والدهم الأرملة، أتيكوس فينش، ومدبرة المنزل السوداء للعائلة، كالبورنيا. خلال فصل الصيف، يلعب جيم وسكوت وصديقهم ديل الألعاب وغالبًا ما يبحثون عن آرثر «بو» رادلي، وهو جار غريب ومنفصل يعيش مع والده ناثان. لم ير الأطفال بو، الذي نادرًا ما يغادر المنزل. في مناسبات مختلفة، وجد جيم أشياء صغيرة تركت داخل عقدة شجرة في ملكية رادلي. وتشمل هذه ساعة الجيب المكسورة، وميدالية نحلة التهجئة القديمة، وسكين جيب، ودمى صابون منحوتتين تشبهان جيم والكشافة.
أتيكوس، محام، يؤمن إيمانًا راسخًا بأن كل الناس يستحقون معاملة عادلة، في قلب الخد الآخر والدفاع عما تؤمن به. العديد من عملاء أتيكوس هم مزارعون فقراء يدفعون مقابل خدماته القانونية في التجارة، وغالبًا ما يتركون له منتجات طازجة وحطبًا وما إلى ذلك. غالبًا ما يؤدي عمل أتيكوس كمحامي إلى تعريض سكوت وجيم لعنصرية المدينة، والتي تفاقمت بسبب الفقر. نتيجة لذلك، ينضج الأطفال بسرعة أكبر.
تم تعيين أتيكوس للدفاع عن توم ريبنسون، وهو رجل أسود متهم باغتصاب فتاة بيضاء، مايلا إيويل. يقبل أتيكوس القضية، مما يزيد من حدة التوتر في المدينة ويتسبب في تجربة جيم وسكوت للاستهزاء في فناء المدرسة. في إحدى الأمسيات قبل المحاكمة، بينما كان أتيكوس يجلس أمام السجن المحلي لحماية روبنسون، وصل حشد من الأعداء. قام الكشافة وجيم وديل بقطع المواجهة بشكل غير متوقع. سكاوت، غير مدرك لهدف الغوغاء، يتعرف على السيد كننغهام ويطلب منه أن يقول مرحباً لابنه والتر، زميلها في الفصل. يصبح كننغهام محرجًا، وتشتت الغوغاء.
في المحاكمة، يُزعم أن توم دخل ممتلكات إيويل بناءً على طلب مايلا لتقطيع الشيف فوروب وأن مايلا ظهرت عليها علامات الضرب في ذلك الوقت تقريبًا. من بين الحجج الدفاعية الرئيسية لـ أتيكوس أن ذراع توم اليسرى معطلة، ومع ذلك فإن المغتصب المفترض كان يضطر في الغالب إلى الاعتداء على مايلا بيده اليسرى قبل اغتصابها. أشار أتيكوس إلى أن والد مايلا، بوب، أعسر، مما يعني أنه تغلب على مايلا لأنه أمسك بها وهي تغوي شابًا أسود (روبنسن). يذكر أتيكوس أيضًا أن مايلا لم يفحصها طبيب أبدًا بعد الاعتداء المفترض. عند اتخاذ الموقف، نفى توم أنه هاجم مايلا لكنه ذكر أنها قبلته رغماً عنه. ويشهد بأنه قد ساعد مايلا سابقًا في العديد من الأعمال المنزلية بناءً على طلبها لأنه «شعر بالأسف تجاهها» - وهي كلمات تحرض على رد فعل سريع وسلبي من المدعي العام.
في حجة ختامية، يطلب أتيكوس من هيئة المحلفين من الرجال البيض أن يتجاهلوا تحيزاتهم ويركزوا على براءة توم الواضحة. ومع ذلك، وجد توم مذنب. عندما يخرج أتيكوس من قاعة المحكمة، يرتفع المتفرجون السود في الشرفة لإظهار احترامهم وتقديرهم.
عندما وصل أتيكوس إلى المنزل، أخبره الشريف تيت أن توم قُتل أثناء نقله إلى السجن، على ما يبدو أثناء محاولته الهرب. يذهب أتيكوس برفقة چيم إلى منزل روبنسن لنقل أخبار وفاة توم. يظهر بوب إيويل ويبصق في وجه أتيكوس.
يصل الخريف، ويحضر سكوت وجيم مسابقة ملكة في مدرسة مسائية يصور فيها سكوت لحم الخنزير. بعد المسابقة، لم تتمكن Scout من العثور على لباسها وحذائها، مما أجبرها على العودة إلى المنزل مع چيم بينما كانت ترتدي الزي الكبير ذو القشرة الصلبة. أثناء قطع الغابة، يتعرض الكشافة والجيم للهجوم. زي الكشافة المرهق يحميها لكنه يقيد بصرها. يقرع المهاجم جيم فاقدًا للوعي لكنه هو نفسه هوجم (وقتل) من قبل رجل ثانٍ لم يراه الكشافة. تهرب الكشافة من زيها وترى الرجل الثاني يحمل جيم باتجاه منزلهم. يتبعهم الكشافة ويصطدم بأذرع أتيكوس المحموم. لا يزال جيم فاقدًا للوعي، وقد عالج دوك رينولدز ذراعه المكسورة.
يخبر الكشافة الشريف تيت ووالدها بما حدث، ثم يلاحظ رجلاً غريباً خلف باب غرفة نوم جيم. تقدم أتيكوس وسكوت إلى آرثر رادلي، الذي تعرفه باسم Boo. كان Boo هو من أنقذ چيم وسكوت، وتغلب على بوب ايول وحمل چيم إلى المنزل. أفاد شريف أن إيويل، الذي يسعى على ما يبدو للانتقام من أتيكوس الذي أهانه في المحكمة، مات في مكان الهجوم. يفترض أتيكوس خطأً أن جيم قتل إيويل دفاعًا عن نفسه، لكن شريف تيت يدرك الحقيقة - قتل بو إيويل وهو يدافع عن الأطفال. سيذكر تقريره الرسمي أن إيويل مات وهو يسقط على سكينه. إنه يرفض سحب Boo الخجول المؤلم والمنطوي إلى دائرة الضوء بسبب بطولته، ويصر على أنها ستكون خطيئة. بينما ترافق Scout Boo إلى المنزل، فإنها ترسم تشبيهًا مبكرًا مذهلًا: مقارنة الاهتمام العام غير المرغوب فيه الذي كان من الممكن أن ينهض على Boo ، مع قتل طائر محاكي لا يفعل شيئًا سوى الغناء.

## طاقم العمل
- جريجوري بيك في دور أتيكوس فينش
- ماري بادهام في دور الكشافة
- فيليب ألفورد في دور جيم
- جون ميجنا في دور تشارلز بيكر «ديل» هاريس
- فرانك أوفرتون في دور الشريف هيك تيت
- روزماري مورفي في دور ملكة جمال مودي أتكينسون
- روث وايت بدور السيدة دوبوز
- بروك بيترز بدور توم روبنسون
- إستل إيفانز في دور كالبورنيا
- بول فيكس كقاضي جون تايلور
- كولين ويلكوكس في دور مايلا فيوليت إيويل
- جيمس أندرسون في دور روبرت إي لي «بوب» إيويل
- أليس جوستلي في دور ملكة جمال ستيفاني كروفورد
- روبرت دوفال في دور آرثر «بو» رادلي
- ويليام ويندوم في دور هوراس جيلمر، المدعي العام
- كراهان دينتون في دور والتر كننغهام
- ريتشارد هيل في دور ناثان رادلي

### ترشيحات وجوائز
| السنة | الحدث            | الفئة    | النتيجة |
| ----- | ---------------- | -------- | ------- |
| 1962  | أوسكار أحسن ممثل | فـــــوز |         |

## الميزانية والإيرادات
بلغت تكلفة إنتاج الفيلم حوالي مليوني دولار بينما حقق أرباحا تقدر بـ 15,062,211 دولار.

## وصلات خارجية
- مقالات تستعمل روابط فنية بلا صلة مع ويكي بيانات

1. ↑  "To Kill a Mockingbird: Chapters 2–3 / SparkNotes" (بالإنجليزية). Archived from the original on 2020-08-14. Retrieved 2020-12-05.
2. ↑  "Universal Celebrates 100th Birthday With New Logo and 13 Film Restorations / Hollywood Reporter". مؤرشف من الأصل في 2020-11-12. اطلع عليه بتاريخ 2020-12-05.